# Américo Raposo
Américo Figueiredo Raposo (Lajeosa do Dão, 19 de dezembro de 1932 - Lisboa, 17 de janeiro de 2021)) foi um ciclista português de estrada e de pista, e gravador-medalhista.

## Biografia
Em 1947, com somente 15 anos de idade, vence 3 circuitos (Circuito Amador de Lajes de Silgueiros, Circuito Amador de Tondela e Circuito Amador de Lajeosa do Dão) para iniciados, na sua terra natal.
Em 1948, é campeão das escolas de ciclismo do Sporting, para iniciados na modalidade.
Iniciou a sua carreira no ano de 1949, finalizando-a em 1960, sempre ao serviço do ciclismo do Sporting Clube de Portugal.
Filho do ciclista Joaquim Raposo e irmão de outros três praticantes da modalidade (Júlio, Alberto e Rui), o jovem Américo desde muito novo que se apaixonou pelas bicicletas e enquanto ouvia as histórias do seu pai e assistia às corridas do seu irmão Alberto, sonhava vir a ser um ciclista famoso.
Com 16 anos de idade veio para Lisboa e logo decidiu que a sua profissão seria mecânico de bicicletas e assim arranjou emprego na Velocipédica Leonina, situada ao pé do Campo do Sporting e que tinha como proprietários António Germano, um grande Leão, e Júlio Mourão.
Entrou então para a Escola de Ciclismo do Sporting, onde inicialmente foi orientado por João Lourenço, mas foi do «Mestre» Eduardo Lopes (como o apelida), que recebeu os ensinamentos que o tornaram num dos melhores sprinters de sempre em Portugal, quase imbatível em pista, formando com Pedro Polainas uma temível dupla.
Foi necessária uma autorização especial para que começasse a competir oficialmente e ganhou logo algumas corridas, sagrando-se Campeão Regional de Velocidade em 1950.
1951 foi o ano da sua afirmação, onde depois de se sagrar Campeão Regional de Fundo na categoria de Amadores e de participar no Campeonato do Mundo de Pista em Milão (Velódromo Vigorelli), foi promovido à categoria de Independentes, sagrando-se logo Campeão Regional e Nacional de Velocidade. Ao todo viria a somar 28 títulos de Campeão de Velocidade e de Fundo.
Estreou-se na Volta a Portugal em 1952 e vestiu logo a Camisola Amarela ao ganhar brilhantemente o Circuito da Pista do Lima no Porto. A excitação do feito não o deixou dormir nessa noite e no dia seguinte não resistiu ao Marão, mas no final da Volta foi o melhor elemento do Sporting terminando no 10º lugar da Geral, tendo ainda ganho mais uma etapa.
Defrontou na sua carreira vedetas como Anquetil, Bobet, Bahamontes, Muller, Kubler e Poblet, entre outros.
Em 1954, ganhou a clássica corrida Porto-Lisboa.
Após terminar a carreira de ciclista, foi treinador do Sporting, altura em que descobriu João Roque.
Em 1961, sob o seu comando técnico, a equipa do Sporting vence colectivamente a Volta a Portugal, facto que não acontecia há 20 anos. 
Depois de deixar definitivamente o ciclismo, dedica-se a tempo inteiro à sua profissão de gravador-medalhista, tornando-se num dos maiores de sempre, senão mesmo o maior de Portugal, colaborando com os mais renomados escultores portugueses, como o Prof.Esc.Fernando Conduto, Prof.Esc.Domingos Soares Branco, D.Thomaz de Mello, Luz Correia, José João de Brito, Rui Chafes, entre outros.
Foi homenageado pela Câmara Municipal de Tondela, em 1990 e 2001.

## Homenagem
"Américo Raposo, à semelhança de tantos outros tondelenses emigrados, saiu da sua Terra,  para ganhar a vida. Ganhou-a efectivamente. Com o esforço que empreendeu, é hoje uma figura destacada, no mundo da medalhística, como artista e empresário. O seu sucesso estará por certo, assente na aprendizagem que fez no desporto, como ciclista. Aprendeu a lutar contra as dificuldades e a superar os seus próprios limites. Vencendo sobre pedais, aprendeu a vencer na vida. A homenagem que agora se faz à sua multifacetada figura de Homem, de Desportista e de Artista pretende apenas realçar as virtudes humanas do trabalho, da seriedade, do respeito pelas regras, do esforço individual e colectivo que cimentam o sucesso, em beneficio da Cidade dos Homens, que é este Mundo-Nosso em que nos é dado viver." 
Felisberto Figueiredo (Vereador do Pelouro do Desporto da Câmara Municipal de Tondela)